# دومينيك ألين (مخرج)
دومينيك ألين (بالإنجليزية: Dominic Allen)‏ هو كاتب سيناريو ومخرج أسترالي، ولد في 20 نوفمبر 1980.

## وصلات خارجية
- دومينيك ألين على موقع IMDb (الإنجليزية)
- دومينيك ألين على موقع أول موفي (الإنجليزية)
- دومينيك ألين على موقع كينوبويسك (الروسية)